# Liste der Biografien/Amp
Liste der Biografien |
Portal Biografien |
Personensuche
# |
A |
B |
C |
D |
E |
F |
G |
H |
I |
J |
K |
L |
M |
N |
O |
P |
Q |
R |
S |
T |
U |
V |
W |
X |
Y |
Z |
?
 
Aa |
Ab |
Ac |
Ad |
Ae |
Af |
Ag |
Ah |
Ai |
Aj |
Ak |
Al |
Am |
An |
Ao |
Ap |
Aq |
Ar |
As |
At |
Au |
Av |
Aw |
Ax |
Ay |
Az
 
Ama |
Amb |
Amc |
Amd |
Ame |
Amf |
Amg |
Amh |
Ami |
Amj |
Amk |
Aml |
Amm |
Amn |
Amo |
Amp |
Amr |
Ams |
Amt |
Amu |
Amw |
Amy |
Amz
Die Liste der Biografien führt alle Personen auf, die in der deutschsprachigen Wikipedia einen Artikel haben. Dieses ist eine Teilliste mit 64 Einträgen von Personen, deren Namen mit den Buchstaben „Amp“ beginnt.

## Amp

### Ampa
- Ampach, Hermann (1829–1903), deutscher Rittergutsbesitzer und Politiker, MdR
- Ampach, Hermann (1859–1928), deutscher Rittergutsbesitzer und Politiker, MdL
- Ampach, Immanuel Christian Leberecht von (1772–1831), meißnischer Stifts-Regierungsrat, Domherr in Naumburg und Dechant des Stiftskapitels in Wurzen
- Ampadu, Ethan (* 2000), walisischer FußballspielerEthan Ampadu (* 2000)

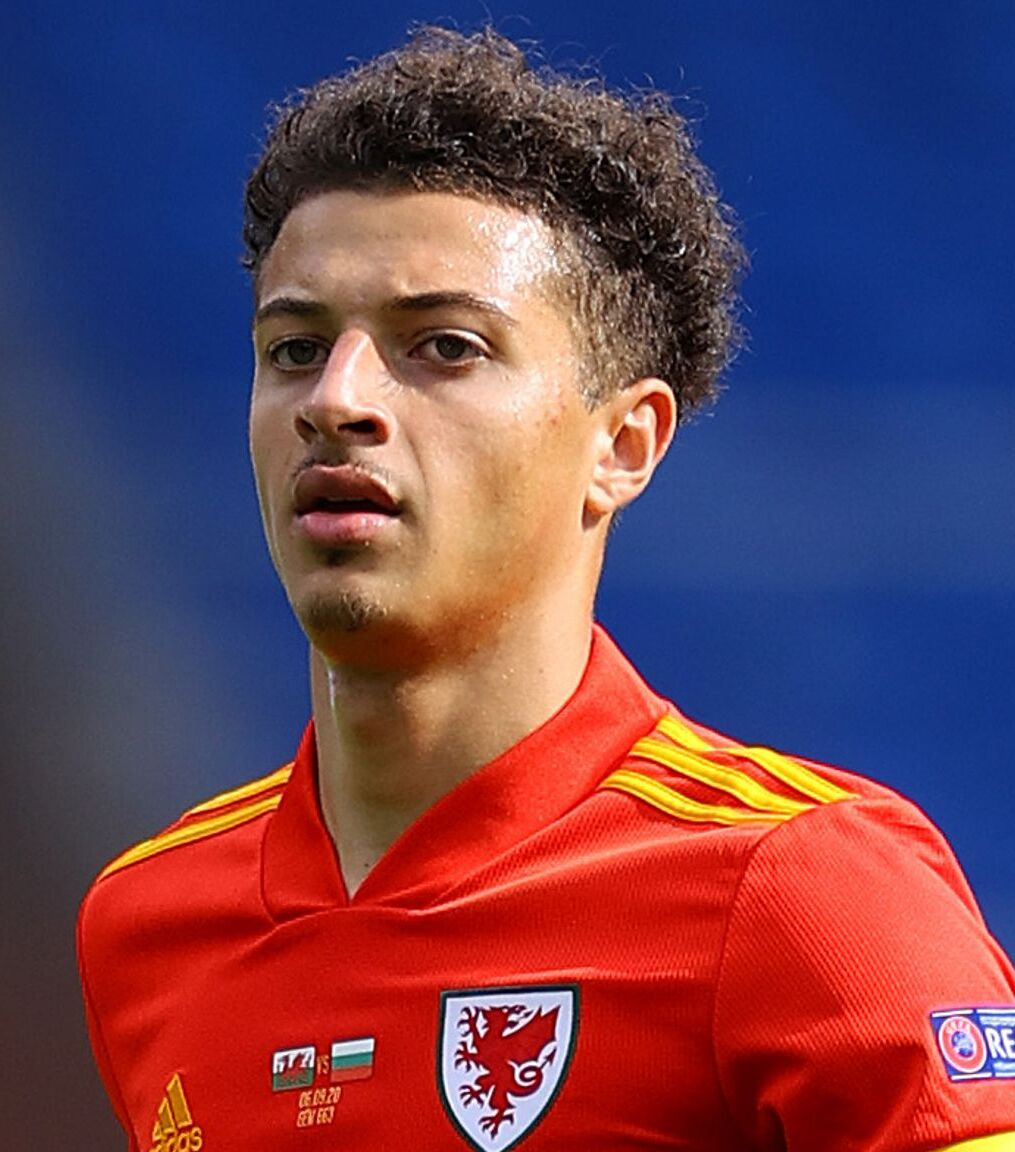
Ethan Ampadu (* 2000)

- Ampaipitakwong, Anthony (* 1988), thailändischer Fußballspieler
- Ampar, Rafael (* 1964), abchasischer Politiker
- Amparán, Gabino (* 1968), mexikanischer Fußballspieler
- Amparnsuwan, Amporn, thailändischer Fußballspieler
- Amparo, Ely do (1921–1991), brasilianischer Fußballspieler
- Ampatuan, Andal junior, philippinischer Politiker
- Ampatuan, Andal senior († 2015), philippinischer Politiker, Gouverneur der Provinz Maguindanao
- Ampatuan, Zaldy (* 1967), philippinischer Gouverneur
- Ampaw, Pia, deutsche Theater- und Filmschauspielerin sowie Fernsehmoderatorin

### Ampe
- Ampe, Els (* 1979), belgische Politikerin, Senatorin
- Ampelius, Heiliger, Bischof von Mailand
- Ampelius, Lucius, römischer Schulautor
- Amper, Quirin Jr. (1935–1998), deutscher Komponist
- Amper, Robert (* 1960), deutscher Schauspieler, Regisseur, Autor und Synchronsprecher
- Amper, Thomas (* 1962), deutscher Komponist, Musikarrangeur und Sänger
- Ampère, André-Marie (1775–1836), französischer Physiker und MathematikerAndré-Marie Ampère (1775–1836)

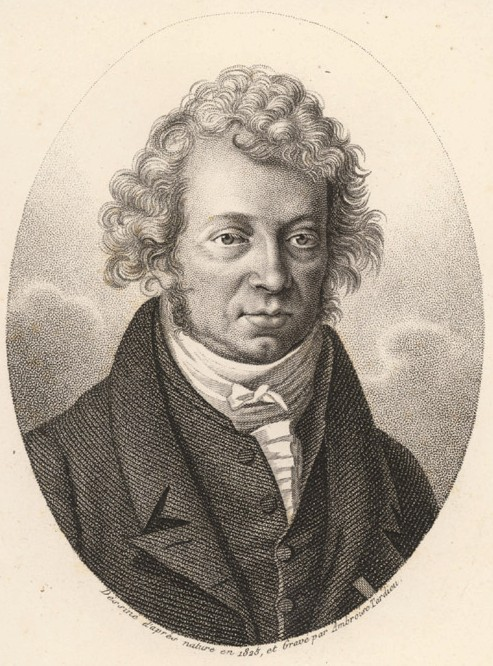
André-Marie Ampère (1775–1836)

- Ampère, Jean-Jacques (1800–1864), französischer Historiker, Philologe und Schriftsteller

### Ampf
- Ampferer, Otto (1875–1947), österreichischer Alpinist und Geologe

### Amph
- Amphiaraos-Maler, griechischer Vasenmaler
- Amphidamas, chalkidischer Adliger
- Amphie, Agusriadi Wijaya, indonesischer Badmintonspieler, später für die USA startend
- Amphikrates von Athen († 69 v. Chr.), griechischer Rhetor
- Amphilochius von Ikonium, spätantiker Bischof und Heiliger
- Amphimachos, Satrap von Mesopotamien und Arbelitis
- Amphlett, Chrissy (1959–2013), australische Sängerin, Songwriterin und Schauspielerin
- Amphlett, Edgar (1867–1931), britischer Fechter und Journalist
- Amphlett, Tommy (* 1988), australischer Fußballspieler
- Amphoteros, Sohn des Alexandros und Bruder des Krateros, Flottenkommandant Alexanders des Großen

### Ampi
- Ampié Loría, Carlos (* 1961), Schriftsteller und Übersetzer
- Ampiés, Juan de († 1533), spanischer Offizier, Gründer der Stadt Coro
- Ampius Balbus, Titus, römischer Politiker, Senator der späten Römischen Republik

### Ampl
- Amplatz, Erich (* 1960), österreichischer Tischtennisspieler
- Amplatz, Luis (1926–1964), italienischer Südtirol-Aktivist
- Ampler, Klaus (1940–2016), deutscher Radrennfahrer
- Ampler, Uwe (* 1964), deutscher RadrennfahrerUwe Ampler (* 1964)

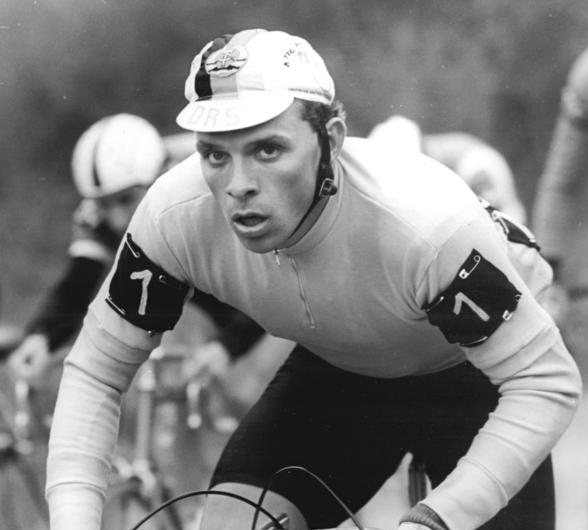
Uwe Ampler (* 1964)

- Ampletzer, Thomas (1913–1945), deutscher Gestapo-Mitarbeiter, SS-Führer
- Ampliatus, Heiliger und Märtyrer

### Ampo
- Ampomah, Alberta (* 1994), ghanaische Gewichtheberin
- Ampomah, John (* 1990), ghanaischer Speerwerfer
- Ampomah, Nana (* 1996), ghanaischer Fußballspieler
- Ampomah, Owusu (* 1985), ghanaischer Fußballspieler
- Amponsah, Alexander (* 1997), ghanaischer Fußballspieler
- Amponsah, Janet (* 1993), ghanaische Sprinterin
- Amponsah, Kofi (* 1978), ghanaischer Fußballspieler
- Amponsah, Prince (* 1996), ghanaischer Fußballspieler
- Amponsah, William (* 1999), ghanaischer Langstreckenläufer
- Amponsah-Ababio, Grace (* 1941), ghanaische Diplomatin
- Amporn Chaipong (* 2002), thailändischer Fußballspieler
- Amport, Christian († 1590), Schweizer evangelisch-reformierter Geistlicher und Hochschullehrer
- Amport, Jakob (1580–1636), Schweizer evangelischer Theologe und Rektor einer Universität

### Ampr
- Ampringen, Johann Caspar von (1619–1684), Hochmeister des Deutschen Ordens, Herzog von Freudenthal, Oberlandeshauptmann von Schlesien
- Amprino, Rodolfo (1912–2007), italienischer Mediziner, Humananatom und Anthropologe

### Ampt
- Ampt, Gustav (1853–1942), deutscher Eisenbahningenieur
- Ampt, Karl (* 1949), deutscher Basketballspieler

### Ampu
- Ampudia, Pedro de (1803–1868), spanischer Offizier, mexikanischer Offizier und General
- Ampuero, Branco (* 1993), chilenischer Fußballspieler
- Ampuero, Roberto (* 1940), chilenischer Fußballspieler
- Ampuero, Roberto (* 1953), chilenischer Schriftsteller, Kolumnist, Universitätslehrer und Diplomat
- Ampunsuwan, Wannawat (* 1993), thailändischer Badmintonspieler

### Ampz
- Ampzing, Johannes Assuerus (1558–1642), niederländischer Mediziner